# Heinrich-Böll-Preis
De Heinrich-Böll-Preis is een tweejaarlijkse oeuvreprijs vernoemd naar de Duitse schrijver en ereburger van de stad Keulen Heinrich Böll. In 1980 werd de prijs voor het eerst toegekend als Literatuurprijs van de Stad Keulen en werd in 1985 vernoemd naar Böll. Sinds 1993 wordt ze niet meer jaarlijks, maar om de twee jaar toegekend. Het prijzengeld bedraagt 20.000 euro.

## Winnaars
- 1980: Hans Mayer
- 1981: Peter Weiss
- 1982: Wolfdietrich Schnurre
- 1983: Uwe Johnson
- 1984: Helmut Heißenbüttel
- 1985: Hans Magnus Enzensberger
- 1986: Elfriede Jelinek
- 1987: Ludwig Harig
- 1988: Dieter Wellershoff
- 1989: Brigitte Kronauer
- 1990: Günter de Bruyn
- 1991: Rainald Goetz
- 1992: Hans Joachim Schädlich
- 1993: Alexander Kluge
- 1995: Jürgen Becker
- 1997: W.G. Sebald
- 1999: Gerhard Meier
- 2001: Marcel Beyer
- 2003: Anne Duden
- 2005: Ralf Rothmann
- 2007: Christoph Ransmayr
- 2009: Uwe Timm
- 2011: Ulrich Peltzer
- 2013: Eva Menasse
- 2015: Herta Müller
- 2017: Ilija Trojanow[1]
- 2019: Juli Zeh
- 2021: José F.A. Oliver
- 2023: Kathrin Röggla[2]